# Cercomacra
Cercomacra  es un género de aves paseriformes perteneciente a la familia Thamnophilidae que agrupa a especies nativas principalmente de América del Sur, donde se distribuyen desde el este de Panamá y norte del continente hasta el sureste de Brasil y norte de Paraguay y Bolivia. Algunas especies antes en este género fueron transferidas para un nuevo género Cercomacroides (ver Taxonomía). Son conocidas popularmente como hormigueros.

## Etimología
El nombre genérico femenino «Cercomacra» se compone de las palabras del griego «kerkos»: cola y «makros»: larga, significando «de cola larga». 

## Características
Los hormigueros de este género son de tamaño mediano, midiendo entre 14,5 y 16 cm de longitud, con picos esbeltos, colas largas y escalonadas con puntas blancas visibles en las rectrices y patrones de plumaje simples (los machos principalmente negros o grises, las alas usualmente con franjas blancas y las hembras grises o gris-oliva, excepto C. cinerascens que es pardo grisácea apagado; algunas especies estriadas por abajo. Tienen una mancha dorsal blanca semi-oculta, más evidente cuando excitados. Las especies de este grupo realizan duetos complejos, en los cuales los llamados de la hembra son dados durante el sonoro canto del macho, lo que causa al macho a cambiar su vocalización y a comenzar un dúo sincronizado (con la excepción de cinerascens y brasiliana, que ejecutan un dúo sincronizado más imperfecto). Construyen nidos en formato de taza, con entrada lateral (excepto C. manu cuyo nido es en formato de bolsa).

## Lista de especies
Según las clasificaciones del Congreso Ornitológico Internacional (IOC) y Clements Checklist v.2019, el género agrupa a las siguientes especies con el respectivo nombre popular de acuerdo con la Sociedad Española de Ornitología (SEO):
| Imagen | Nombre científico      | Autor                       | Nombre común              | EC (*) |
| ------ | ---------------------- | --------------------------- | ------------------------- | ------ |
|        | Cercomacra manu        | Fitzpatrick & Willard, 1990 | hormiguero del Manu       | LC     |
|        | Cercomacra cinerascens | (P.L. Sclater, 1857)        | hormiguero gris           | LC     |
|        | Cercomacra brasiliana  | Hellmayr, 1905              | hormiguero brasileño      | NT     |
|        | Cercomacra melanaria   | (Ménétries, 1835)           | hormiguero de Mato Grosso | LC     |
|        | Cercomacra ferdinandi  | Snethlage, 1928             | hormiguero de Bananal     | NT     |
|        | Cercomacra nigricans   | P.L. Sclater, 1858          | hormiguero azabache       | LC     |
|        | Cercomacra carbonaria  | P.L. Sclater & Salvin, 1873 | hormiguero del Branco     | CR     |

(*) Estado de conservación

## Taxonomía
Un amplio estudio filogenético molecular de la familia Thamnophilidae realizado pot Tello et al. (2014), indicó que el ampliamente difundido género neotropical Cercomacra era polifilético, compuesto de dos clados no directamente hermanados entre sí: el clado "nigricans" formado por las especies C. manu, C. brasiliana, C. cinerascens, C. melanaria, C. ferdinandi, C. carbonaria y C. nigricans; y el clado "tyrannina" formado por C. nigrescens, C. laeta, C. parkeri, C. tyrannina y C. serva. El clado "tyrannina" está hermanado con el género Sciaphylax, y este grupo con un clado formado por Drymophila e Hypocnemis. Como no había un nombre disponible para designar al clado "tyrannina", fue propuesto el nuevo nombre Cercomacroides. La modificación taxonómica fue aprobada en la Propuesta N° 638 al Comité de Clasificación de Sudamérica (SACC).